# Eugerdella longimana
Eugerdella longimana là một loài chân đều trong họ Desmosomatidae. Loài này được Vanhöffen miêu tả khoa học năm 1914.